# Миленко Матицки
Миленко Матицки (Маргита, 4. август 1936 — Београд, 20. фебруар 2001) био је српски новинар и књижевник. Као романсијер, драматург и песник објавио је многе омиљене књиге за младе.
Био је уредник подлиска „Политика за децу“ дневног листа Политика. Током новинарске каријере био је шеф Дописничке мреже, уредник фељтонске и културне рубрике, као и сталне рубрике „Београдска недеља“ у листу Политика.
Бавио се и публицистиком, а у сарадњи са Николом Лекићем писао је и сценарије за епизоде стрипа „Диканове авантуре“ чији је цртач Лазо Средановић.

## Награде и признања
- Награда Политикиног забавника за најбољи роман за децу и младе,
- Годишња награде „Свјетлости“ из Сарајева,
- Награда „Курир Јовица“,
- Ордена заслуга за народ са с. з. (1983).

## Главна дела
Књиге
- Узбуна, поезија, 1964.
- Глава породице, драма, 1974.
- Индијанци и девојчица, приче, 1975. (више издања)
- Лудош, поезија, 1976.
- Читанка самоуправљања, коаутор: Жика Миновић (више издања на више језика)
- Мрав и звезда, поезија, 1977.
- Сребрна свадба, поезија, 1978.
- Весела антологија, приредио Миленко Матицки; илустровао Слободан Милић
- Журка, роман, 1990. (више издања)
- Жмарац поветарац, поезија, 1990.
- Ватрено крштење, роман, 1995.
- Свирка, роман, 1996. (више издања)
- Бескрајно доба, 1997.
- Пустолови са Гардоша, роман, 1997. (више издања)
- Санке на трави: изабране и нове песме за децу, 1997.
- Сеоски гурманлуци, 1997.
- Бечки валцер, поезија, 2000.
- Бели свет, кратка проза, 2000.
- Приче о сну и јави, кратка проза, приредио Драган Лакићевић, 2005.

Сценарији за стрип Диканове авантуре
Косценариста Никола Лекић, цртач Лазо Средановић
- „Битка у Црној Шуми“, 1969, 14 табли, Политикин Забавник 916-929.
- „Тајне Сингидунума“, 1969/1970, 25 табли, ПЗ 930-954.
- „Зовите ме Зокан“, 1970, 4 табле, ПЗ 955-958.
- „Мис Папричица“, 1970, 9 табли, ПЗ 959-967.
- „Господар Диоклецијанове палате“, 1970, 21 табла, ПЗ 968-988.
- „Узбудљива пловидба“, 1970/1971, 6 табли, ПЗ 989-994.
- „Дикан и цар Јустинијан“, 1971, 14 табли, ПЗ 995-1008.
- „Велика трка“, 1971, 12 табли, ПЗ 1009-1020.
- „Пут у Сирмијум“, 1971, 14 табли, ПЗ 1021-1034.
- „У земљи Гепида“, 1971/1972, 11 табли, ПЗ 1035-104.

Све епизоде су прештампане у монографији: Дикан, књ. 1 (1969-1971), „Еверест Медиа“, Београд 2013.